# De svänger
De svänger är det svenska dansbandet Pippis andra studioalbum. Det släpptes 1976 under skivbolaget Bohus Grammofon AB.

## Låtlista
| 1.           | Akta dej                  | 3:06  |
| 2.           | All I Have to Do Is Dream | 2:39  |
| 3.           | Dina ögon (Ay no digas)   | 2:32  |
| 4.           | Hon och han               | 2:21  |
| 5.           | Det finaste på jorden     | 3:29  |
| 6.           | Kär i dej ännu            | 3:07  |
| Total längd: | Total längd:              | 17:14 |

| 1.           | Det svänger                   | 2:01  |
| 2.           | Försök förstå, min vän        | 3:21  |
| 3.           | Jailhouse Rock                | 2:24  |
| 4.           | Inte ska' du gråta mer Louise | 2:18  |
| 5.           | När kärleken råder (A Chi)    | 2:47  |
| 6.           | Quartermaster's Stores        | 2:32  |
| Total längd: | Total längd:                  | 15:23 |